# جرنايا
جرنايا هي إحدى القرى اللبنانية من قرى قضاء جزين في محافظة الجنوب.
تبعد جرنايا 63 كلم (39.1482 مي) عن بيروت عاصمة لبنان. ترتفع 460 م (1509.26 قدم - 503.056 يارد) عن سطح البحر وتمتد على مساحة 231 هكتاراً (2.31 كلم²- 0.89166 مي²).